# Comunidad de comunas Rives de l'Ain - Pays du Cerdon
La comunidad de comunas Rives de l'Ain - Pays du Cerdon (en francés communauté de communes Rives de l'Ain - Pays du Cerdon) es una estructura intercomunal francesa del departamento de Ain.

## Historia
Fue creada el 1 de enero de 2012 en aplicación de una resolución del prefecto de Ain del 25 de noviembre de 2011 con la fusión de las comunidades de comunas de Bugey-Vallée de l'Ain y Pont-d'Ain, Priay, Varambon.
El 1 de enero de 2014, la comuna de Serrières-sur-Ain que hasta entonces pertenecía a la comunidad de comunas de los Monts Berthiand, se unió a la comunidad.
Todas las comunas forman parte del cantón de Pont-d'Ain y del distrito de Nantua.

## Nombre
Debe su nombre a que la comunidad se halla a las orillas del río Ain, un afluente del río Ródano, y a que en sus tierras se produce el vino de Cerdon, un rosado de la denominación de origen Bugey.

## Composición
La Comunidad de comunas reagrupa 14 comunas:
| Comuna              | Código INSEE | Cantón     | Población (2012) | Superficie (km²) | Densidad (hab./km²) |
| ------------------- | ------------ | ---------- | ---------------- | ---------------- | ------------------- |
| Boyeux-Saint-Jérôme | 01056        | Pont-d'Ain | 358              | 16.94            | 21                  |
| Cerdon              | 01068        | Pont-d'Ain | 734              | 12.30            | 60                  |
| Challes-la-Montagne | 01077        | Pont-d'Ain | 179              | 7.65             | 23                  |
| Jujurieux           | 01199        | Pont-d'Ain | 2148             | 15.39            | 140                 |
| Labalme             | 01200        | Pont-d'Ain | 202              | 8.80             | 23                  |
| Mérignat            | 01242        | Pont-d'Ain | 130              | 3.17             | 41                  |
| Neuville-sur-Ain    | 01273        | Pont-d'Ain | 1595             | 19.79            | 81                  |
| Poncin              | 01303        | Pont-d'Ain | 1687             | 19.77            | 85                  |
| Pont-d'Ain          | 01304        | Pont-d'Ain | 2668             | 11.22            | 238                 |
| Priay               | 01314        | Pont-d'Ain | 1553             | 15.77            | 98                  |
| Saint-Alban         | 01331        | Pont-d'Ain | 164              | 8.08             | 20                  |
| Saint-Jean-le-Vieux | 01363        | Pont-d'Ain | 1625             | 15.33            | 106                 |
| Serrières-sur-Ain   | 01404        | Pont-d'Ain | 125              | 8.18             | 15                  |
| Varambon            | 01430        | Pont-d'Ain | 522              | 7.99             | 65                  |

## Competencias
La comunidad es un organismo público de cooperación intercomunal.
Sus recursos provienen del impuesto sobre los rendimientos del trabajo único, del sistema de contribuciones que se aplica a los residuos y asignaciones y subvenciones de diversos socios.
Sus competencias en general se centran en el desarrollo económico, medioambiental, de empleo y los servicios comunitarios a los habitantes:
- Ordenación del Territorio
  - Plan de Coherencia Territorial (SCOT, en francés).
  - Plan Sectorial.
- Desarrollo y organización económica
  - Acción de desarrollo económico de las actividades industriales, comerciales o de empleo, (apoyo de las actividades agrícolas y forestales...).
  - Creación, organización, mantenimiento y gestión de zonas de actividades industriales, comerciales, terciario, artesanal o turístico.
- Desarrollo y organización social y cultural
  - Actividades culturales y socioculturales.
  - Actividades deportivas.
  - Construcción y/u organización, mantenimiento, gestión de equipamientos o establecimientos culturales, socioculturales, socioeducativos, deportivos…, etc.
  - Transporte escolar.
- Medio ambiente
  - Saneamiento no colectivo.
  - Recogida y tratamiento de los residuos urbanos y asimilados.
  - Protección y valorización del Medio Ambiente.
- Vivienda y hábitat
  - Programa local del hábitat.
- Servicio de vías públicas
  - Creación, organización y mantenimiento del servicio de vías públicas.
- Otros
  - Adquisición comunal de material.
  - Informática, Talleres vecinales.